# Дворец кронпринцев

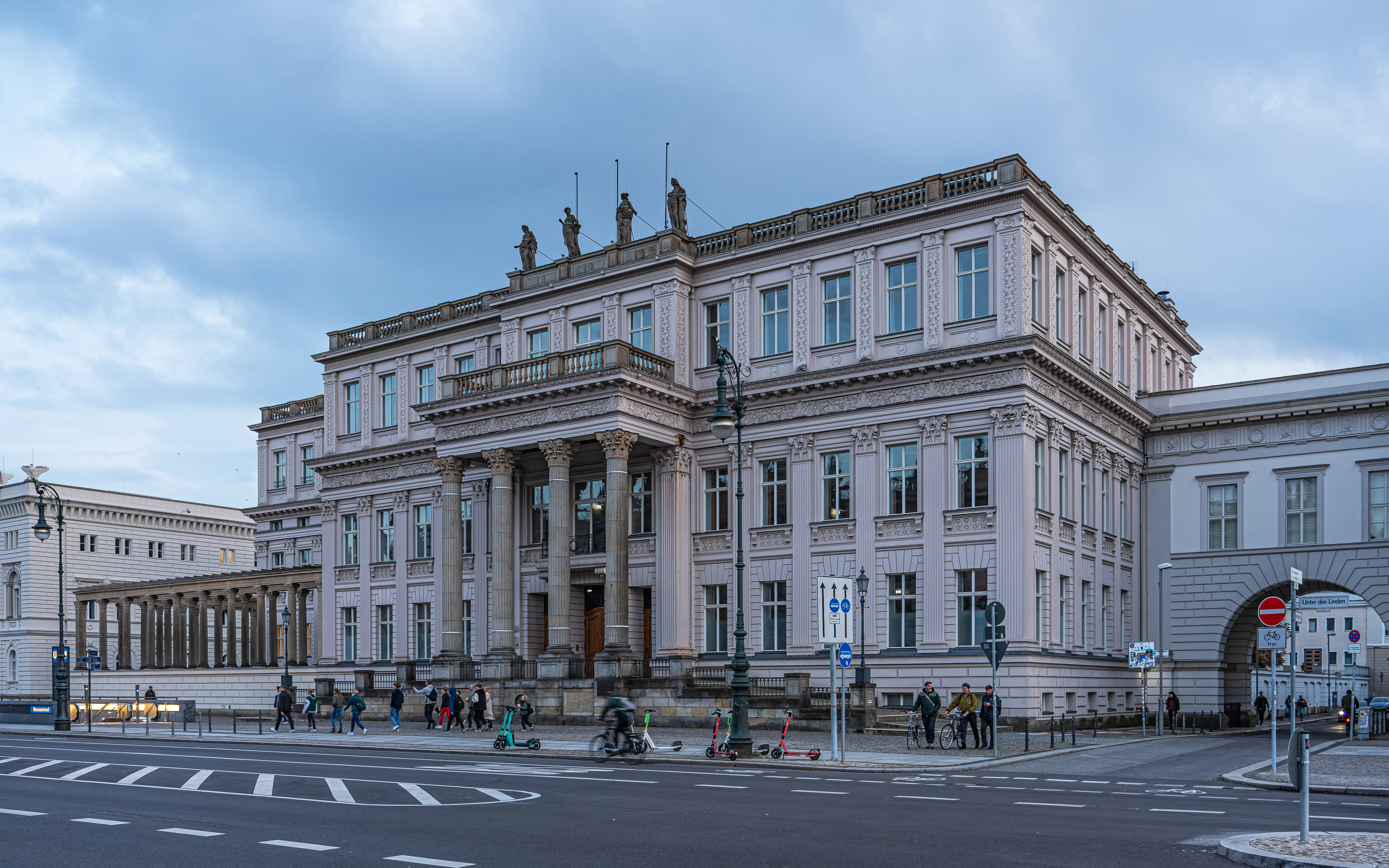
Дворец кронпринцев в Берлине

Дворец кронпринцев (нем. Kronprinzenpalais) — дворец в Берлине, построенный на улице Унтер-ден-Линден в стиле позднего классицизма. Долгое время являлся городским дворцом правящей династии Пруссии. В 1919—1939 годах во Дворце кронпринцев размещался Новый отдел Берлинской национальной галереи, первый в мире музей современного искусства. Дворец кронпринцев был полностью разрушен во Вторую мировую войну, восстановлен в 1968 году и использовался для размещения гостей города Берлина. В настоящее время Дворец кронпринцев принимает выставки и культурные мероприятия.

## История
Дворец был построен в 1663 году для секретаря кабинета Иоганна Мартинца. В 1706—1732 годах был передан под служебное жильё губернатора Берлина, верховного главнокомандующего прусской столицы. В 1732 году дворец был перестроен в стиле барокко Филиппом Герлахом под резиденцию кронпринца и будущего короля Фридриха II, а губернатор Берлина переехал в Губернаторский дом. До своей коронации в 1740 году принц Фридрих проживал во дворце с супругой Елизаветой Кристиной Брауншвейг только во время кратких визитов в Берлин. Став королём, Фридрих обосновался в Городском дворце, а Дворец кронпринцев отдал брату Августу Вильгельму Прусскому. Вдова Августа Вильгельма Луиза проживала во Дворце кронпринцев до 1780 года.
В 1793 году в отреставрированном и заново обставленном дворце поселился кронпринц Фридрих Вильгельм с супругой Луизой Мекленбург-Стрелицкой, детьми и графиней Фосс. В 1795—1797 годах скульптор Иоганн Готфрид Шадов создал во Дворце кронпринцев знаменитую скульптурную группу «Принцессы». 22 марта 1797 года во Дворце кронпринцев родился будущий император Германии Вильгельм I. В 1809 году обновлением убранства нескольких помещений дворца занимался тогда ещё малоизвестный Карл Фридрих Шинкель. Ему впоследствии Фридрих Вильгельм III поручил возвести переход, соединивший Дворец кронпринцев с соседним Дворцом принцесс. В 1797—1840 годах Дворец кронпринцев именовался Королевским дворцом, а после 1840 года — бывшим Королевским дворцом.
В 1856—1857 годах Дворец кронпринцев был перестроен под руководством архитектора Генриха Штрака для проживания сына Вильгельма, принца Фридриха. Штрак выстроил вместо мансардной крыши третий этаж, украсил фасад в классицистстком стиле и возвёл у главного входа колонны и балкон. В 1859 году во Дворце кронпринцев родился последний из германских императоров, Вильгельм II. Его мать, кронпринцесса Виктория проводила во Дворце кронпринцев регулярные встречи с деятелями искусства и науки, в том числе с Генрихом фон Ангели, Антоном фон Вернером и Адольфом фон Менцелем. После смерти Фридриха III королева Виктория переехала в новый дворец Фридрихсхоф. Во Дворце кронпринцев с 1905 года проводили зимы кронпринц Пруссии Вильгельм и его супруга Цецилия.
Во время Ноябрьской революции 1918 года с подъездной площадки Дворца кронпринцев выступали лидеры революционного движения. После свержения монархии Дворец кронпринцев перешёл в собственность прусского государства, которое передало его в 1919 году в ведение Берлинской национальной галереи. Под руководством Людвига Юсти во Дворце кронпринцев разместился Новый отдел Берлинской национальной галереи, просуществовавший до 1937 года. 4 августа 1919 года во Дворце кронпринцев открылась так называемая «Галерея живых». 150 произведений живописи и скульптуры французских импрессионистов, а также работ Берлинского сецессиона переместились в экспозицию Дворца кронпринцев. На верхнем этаже демонстрировались произведения дрезденской художественной группы «Мост» и других экспрессионистов. Новый отдел Юсти стал образцом для подражания для многих музеев современного искусства. 
В 1933 году рейхсканцлер Гитлер объявил о необходимости «чистки». Музей во Дворце кронпринцев закрылся. В мае 1936 года по указанию гестапо произведения современного искусства из Дворца кронпринцев были сожжены в подвальной котельной дворца. 7 июля 1937 года из Дворца кронпринцев были конфискованы 435 произведений искусства. 100 из них попали на открывшуюся 19 июля 1937 года в Мюнхене выставку «Дегенеративное искусство». В 1937 году во Дворец кронпринцев из Дворца Арнима переехала Прусская академия искусств. 
Дворец кронпринцев был уничтожен 18 марта 1945 года в результате бомбардировки Берлина, руины дворца были снесены в 1961 году. Восстановлением Дворца кронпринцев в 1968—1969 годах руководил архитектор Рихард Паулик. Реконструированный дворец носил имя «дворец Унтер-ден-Линден». 21 декабря 1972 года в восстановленном дворце Унтер-ден-Линден состоялись праздничные мероприятия по случаю подписания Основополагающего договора между ГДР и ФРГ. 31 августа 1990 года во Дворце кронпринцев проходило подписание Договора об объединении Германии.
В первые годы после объединения Германии Дворец кронпринцев рассматривался в качестве резиденции федерального президента Германии. Ведомство федерального президента также претендовало на прилегающие ко дворцу сооружения, в том числе и Дворец принцесс, где размещалось «Оперное кафе». Эти планы вызвали волну острой критики, и в 1994 году федеральный президент Рихард фон Вайцзеккер в конечном счёте назначил своей официальной резиденцией дворец Бельвю.
В 1998—2003 годах, во время реставрации Цейхгауза и строительства нового музейного корпуса, во Дворце кронпринцев проходили временные выставки Немецкого исторического музея. В настоящее время во Дворце кронпринцев проходят разнообразные выставки и театральные постановки.